# Hirekallahalli, Tirthahalli
Hirekallahalli là một làng thuộc tehsil Tirthahalli, huyện Shimoga, bang Karnataka, Ấn Độ.